# Stenophrixothrix curticollis
Stenophrixothrix curticollis är en skalbaggsart som först beskrevs av Maurice Pic 1925.  Stenophrixothrix curticollis ingår i släktet Stenophrixothrix och familjen Phengodidae. Inga underarter finns listade i Catalogue of Life.